# Pachythurammina
Pachythurammina es un género de foraminífero bentónico de la subfamilia Irregularininae, de la familia Parathuramminidae, de la superfamilia Parathuramminoidea, del suborden Fusulinina y del orden Fusulinida. Su especie tipo es Pachythurammina sarcosphaera. Su rango cronoestratigráfico abarca desde el Givetiense (Devónico medio) hasta el Tournaisiense (Carbonífero inferior).

## Discusión
Algunas clasificaciones más recientes incluyen Pachythurammina en el suborden Parathuramminina, del orden Parathuramminida, de la subclase Afusulinina y de la clase Fusulinata.

## Clasificación
Pachythurammina incluye a la siguiente especie:
- Pachythurammina sarcosphaera †